# Grupo MONTE
La UNOPESMONTE es una Unidad de Operaciones Especiales de Monte de la Gendarmería Nacional Argentina. Creada en 1988 bajo las Siglas CIMte, traducida sería Centro de Instrucción en Monte. A lo largo del tiempo sufrió varias modificaciones en su régimen orgánico funcional, dependencia Y sobre todo en su Nombre. Ubicada en Municipio Bernardo de Irigoyen, Provincia de Misiones. Tiene su asiento dentro de las instalaciones del Escuadrón 12. Estructuralmente depende de la Agrupación Fuerzas Especiales "ALACRÁN", juntamente con la Unidad de Operaciones Especiales en Montaña "BARILOCHE" de la Institución.-
Posee Capacidades en la lucha contra el Narcotráfico y Grupos Armados Ilegales, sus integrantes son resultado de una estricta selección y posterior aprobación de un riguroso entrenamiento avanzado de noventa y cinco días. Cuenta con una aplicación operativa que se extiende en todas las provincias del NOA y NEA, cuando el proceder supere a unidades convencionales; además Gendarmería Nacional Argentina cuenta con cuatro Unidades de Reconocimiento Especial (UNRECES) ubicadas en las Provincias de Tucumán, Santiago del Estero, Formosa y Salta. De forma obligatoria, Miembros de estas unidades son capacitados en la UNOPESMONTE (ya que las UNRECES son Netamente Operativas en la lucha contra el narcotráfico y operan en ambientes frondosos).

Los integrantes de la Unidad de Operaciones Especiales en Monte deben; y están altamente capacitados para desenvolverse como Tropas Especiales y también como Instructores, ya que la misma cuenta con una grilla de cursos con Aptitudes Especiales que se llevan a cabo anualmente, tanto para miembros de Gendarmería, como para integrantes de instituciones invitadas.
También, desde comienzos del 2015, la Unidad se desempeña como "Unidad Escuela" cumpliendo con un nuevo deber institucional. Educando y formando a futuros Suboficiales, Auxiliares Operativos con Especialidad en Monte. Mismo, con una duración de un (1) año. Mención por la cual la Unidad de Operaciones Especiales en Monte posee directa relación funcional con la Dirección de Educación e Instituto de la Fuerza.-
Los Suboficiales y Oficiales que culminen el curso de Operaciones Especiales en Monte, son convocados a integrar la fuerza efectiva de la UNOPESMONTE, ya que en la etapa de aprendizaje son sometidos a un alto grado de instrucción, adquiriendo conocimientos esenciales para afrontar toda misión encomendada, los cuales son: Planificación de Operaciones Especiales, Cartografía y Navegación Terrestre, Combate Cercano o Cuarto Cerrado, Manipulación de Explosivos, Técnicas Básica de Paracaidismo, Operaciones de Reconocimientos, Buceo, Primeros Auxilios, Manejo de Reptiles Peligrosos, Operaciones Aerotransportadas, Tirador de Precisión, Operador de Artefactos de Comunicaciones, etc; a su vez, dichos conocimientos son aplicados en los diferentes cursos regulares dictados por la unidad. Los señores Instructores también se capacitan personalmente con distintos cursos de Aptitudes Especiales a nivel Nacional e Internacional.